# Чемпіонат Одеської області з футболу 2011
Чемпіонат Одеської області з футболу 2011 року серед команд вищої ліги проходив з 21 травня по 7 серпня 2011 року. У турнірі брало участь 6 колективів.
Після семи турів стало відомо, що чемпіоном області стане колектив, що раніше цей титул ще не вигравав — ФК «Єремієвський» або «Совіньйон». Обидві команди за підсумками чемпіонату набрали рівну кількість очок і для визначення переможця було проведено додатковий матч за перше місце.
Новим чемпіоном Одеської області став футбольний клуб «Совіньйон» (Таїрове). А торішній чемпіон ФК «Тарутине» отримав бронзові нагороди.

## Вища ліга

### Система проведення чемпіонату
Чемпіонат проводився за традиційною системою — у два кола. Ігри відбувалися по суботах, як резервний день використовувалася середа.
Для визначення чемпіона знадобився запланований регламентом додатковий матч за 1-е місце («золотий матч»). Він був проведений на нейтральному полі — в Одесі.

### Результати та турнірна таблиця
| М | Команда                          | 1   | 2   | 3   | 4   | 5   | 6   | І  | В | Н | П  | М     | О  |
| - | -------------------------------- | --- | --- | --- | --- | --- | --- | -- | - | - | -- | ----- | -- |
| 1 | ФК «Єреміївський» (Єреміївка)    |     | 1:2 | 4:0 | 2:1 | 2:0 | 5:0 | 10 | 8 | 1 | 1  | 33-6  | 25 |
| 2 | «Совіньйон» (Таїрове)            | 0:3 |     | 6:1 | 5:1 | 4:0 | 8:1 | 10 | 8 | 1 | 1  | 38-10 | 25 |
| 3 | ФК «Тарутине»                    | 1:1 | 1:1 |     | 4:1 | 8:5 | 8:1 | 10 | 4 | 4 | 2  | 33-23 | 16 |
| 4 | «Бриз» (Ізмаїл)                  | 1:3 | 1:3 | 4:4 |     | 2:1 | 3:2 | 10 | 4 | 1 | 5  | 19-24 | 13 |
| 5 | «Дунай» (Багате)                 | 0:8 | 1:3 | 0:0 | 0:2 |     | 2:0 | 10 | 2 | 1 | 7  | 11-29 | 7  |
| 6 | Ювелірний дім Комарових (Ізмаїл) | 1:4 | 0:6 | 0:6 | 0:3 | 0:2 |     | 10 | 0 | 0 | 10 | 5-47  | 0  |

### Додатковий матч за 1-е місце
Вирішальний поєдинок, у якому визначився новий чемпіон Одеської області, відбувся в Одесі 6 серпня 2011 року .
| 06.08.2011 17:00 |

| ФК «Єреміївський» (Єреміївка) | 1:2 (0:1)      | «Совіньйон» (Таїрове)                          |
| ----------------------------- | -------------- | ---------------------------------------------- |
| Євген Сидорський 34'          | Протокол матчу | Дмитро Кривий 86' (пен.) Дмитро Ніколаєв 90+3' |

| ФСК «Іван», Одеса Глядачів: 300 Арбітр: В. Швецов (Одеса) |

| ФК «Єреміївський» | Монін, С. Іллящук, Шикера (Перекитний 66'; Романенко 90+4'), Крісанов (Стародубець 79'), Сидорський, А. Гнатюк, Сон (Войтович 89'), Приходньй (Фомук 54'; Лукавий 69'), Тонєв, Р. Пономаренко, І. Леонов. Головний тренер: Анатолій Іллящук |
| «Совіньйон»       | Никитенко, С. Бабій, Зенков, Ніколаєв, Кривий, Д. Коваленко, Вад. Юрченко (О.Панасюк 77'), В. Бровченко (Осадчук 39'; Довганюк 61'), Адомбассі, С. Шестаков (Арабчук 84'), О. Бичок. Головний тренер: Олександр Бондаренко                  |

| Приходний 29', Тонєв 32' — Осадчук 42', С.Бабій 49', О.Бичок 52', Вад.Юрченко 60', Ніколаєв 90+5' С.Іллящук 90+4' (нецензурна лайка на адресу арбітра), Р.Пономаренко 90+6' (груба гра) |

### Візитна картка чемпіонату
- В чемпіонаті зіграно 31 матч, забито 142 гола.
- Середня результативність склала 4,58 м'ячі за гру.
- Матчі чемпіонату в цілому відвідало 6845 глядачів (в средньом 221 за гру).
- Призначено 12 пенальті, 10 з них було реалізовано.
- Зафіксовано 1 автогол.
- Арбітри показали в цілому 126 жовтих та 12 червоних карток.
- В чемпіонаті взяло участь 154 футболіста.

### Найкращі бомбардири
| М | Гравець          | Команда                       | Голів | Ігор |
| - | ---------------- | ----------------------------- | ----- | ---- |
| 1 | Віталій БАЧУР    | ФК «Тарутине»                 | 11    | 10   |
| 2 | Євген САМИСЬКО   | ФК «Тарутине»                 | 7     | 5    |
| 3 | Олександр БРЕДИС | ФК «Тарутине»                 | 7 (3) | 9    |
| 4 | Денис КОВАЛЕНКО  | «Совіньойн» (Таїрове)         | 6     | 7    |
| 5 | Євген СИДОРСЬКИЙ | ФК «Єреміївський» (Єреміївка) | 6     | 9    |